# BAND-MAID
BAND-MAID（バンドメイド）是日本的五人女子搖滾樂團，以女僕姿態演出，2013年7月組成。

## 概要
BAND-MAID是以女僕風裝扮進行演出的5人女子搖滾樂團。
樂團概念是「能享受可愛女僕裝與硬搖滾樂曲反差的雙主唱樂團」。表演時穿著女僕裝，現場演出稱為「服侍」（お給仕），稱歌迷為「主人」（ご主人様）或「公主」（お嬢様），營造女僕世界觀的同時，搭配硬式搖滾音樂形成反差。
2013年，在秋葉原女僕咖啡廳打工的小鳩因為想玩樂團而開始尋找成員。小鳩希望除了音樂以外，也能造成視覺上的衝擊，於是選擇女僕裝作為表演服，並將MAID加入樂團名，命名為『BAND-MAID』。找尋成員的初期，小鳩在網路上看到吉他手遠乃在創作歌手時代上傳的影片，遂透過經紀人公司邀請遠乃加入。遠乃答應後，隨即聯繫她SOLO時代的支援鼓手廣瀨，廣瀨再邀請一起擔任支援樂手的貝斯手MISA，四人正式組成樂團。
不過，4人在進行2次表演後，萌生「不覺得雙主唱很有趣嗎」的想法，於是在公司協助下再找來彩姬加入擔任主音。在聲線與外表皆與小鳩相反的彩姬加入後，樂團確定走向硬式搖滾的曲風。而組團時由於有「想組成雙吉他做各式各樣的音樂以及加強音樂厚度」的想法，於是小鳩在彩姬加入時開始彈奏吉他，樂團改成雙主唱雙吉他配置。
2014年底，BAND-MAID在YouTube發佈第一張單曲的B面曲——《Thrill(スリル)》的音樂錄影帶，公司原打算以此曲作為樂團最後發佈的作品，而各成員當時對此毫不知情。後來，此曲經日式搖滾海外網路廣播電台『Jrock Radio』介紹下，於Facebook獲得超過120萬人觀看。意料之外的海外迴響令公司擱置解散樂團的念頭，樂團也因為《Thrill》這個契機，逐漸受到許多海外搖滾／金屬音樂網站注目，海外人氣逐漸上升。
組團初期嘗試了各種曲風，但在《Thrill》開始確定走向硬式搖滾。「比起多走流行搖滾路線的女子搖滾樂團，想要以更硬派的路線展現不同之處」，因此在編曲上使用了雙踏，吉他獨奏也加進掃弦、點弦、高速撥弦等技術。

## 成員
| 名字                    | 負責部份   | 暱稱                                        | 生日           | 出生地   |
| ----------------------- | ---------- | ------------------------------------------- | -------------- | -------- |
| 小鳩ミク (Kobato Miku)  | 主唱、吉他 | 小鳩、くるっぽ (Kobato, Kuruppo)            | 1991年10月21日 | 熊本縣   |
| 厚見彩姬 (Atsumi SAIKI) | 主唱       | さいちゃん (Sai-chan)                       | 1994年2月8日   | 山梨縣   |
| 遠乃歌波 (Tōno KANAMI)  | 吉他       | みんちょ、かなみんちょ (Mincho, Kanamincho) |                | 神奈川縣 |
| 廣瀬茜 (Hirose AKANE)   | 鼓         | あーちゃん (Ah-chan)                        |                | 兵庫縣   |
| MISA                    | 貝斯       | ミサ (Misa)                                 |                | 岡山縣   |

MIKU, 小鳩ミク（日语：／）
主唱、吉他手。10月21日生，熊本縣出身。
組成BAND-MAID時開始彈吉他，現為BAND-MAID主要作詞人。常以「ぽ」作句末助詞。
從小祖母就教導天童芳美與演歌。喜歡的音樂非常廣泛。從搖滾、流行，到與女僕相關的偶像與動畫歌曲都有涉獵。喜歡的歌手有天童芳美、松田聖子、椎名林檎、東京事變。中學、高校時代喜歡上樂團音樂。
SAIKI, 彩姬（日语：／）
主唱。2月8日生，山梨縣出身。
BAND-MAID是第一個加入的樂團，加入時未被告知需要穿上女僕服裝演出，但仍接受安排。至今也不喜歡穿上女僕圍裙服裝。
喜歡舞曲與樂團音樂，但各式曲風都有接觸。小學四年級開始喜歡上安室奈美惠。不僅喜歡她的歌曲與世界觀，也深深受到她演唱風格與舞台演出的影響。中學、高校時因樂團風潮引起興趣。現在喜歡［Alexandros］。
KANAMI, 遠乃歌波（日语：／）
吉他手、合音。9月28日生，神奈川縣出身。
曾以創作歌手的身分活動，但更想在樂團擔任主音吉他手而非主唱。
3歲開始彈鋼琴至今超過20年，高校時代加入輕音樂部組成樂團。喜歡龐克搖滾、拉丁搖滾、放克、融合爵士樂，由於接觸古典音樂十數年，因此也喜歡跨界的古典搖滾。喜歡的吉他手是卡洛斯·山塔那與賴瑞·卡爾頓。前者是來自父親買的山塔那樂團《Europa》，後者是高校輕音部前輩的cover。她曾表示「吉他獨奏的五聲音階與旋律深深受到山塔那的影響」。
AKANE, 廣瀬茜（日语：／）
鼓手、合音。12月14日生，兵庫縣出身。
BAND-MAID初期的隊長。後來各人角色分工逐漸分明，BAND-MAID就不再有設立隊長的需要。
幼稚園開始彈鋼琴，學生時代在吹奏樂部演奏長號，18歲開始練鼓。喜歡的音樂類型是龐克與金屬核、日式搖滾。之前組團的音樂雖是龐克，但聽的音樂主要還是搖滾樂。影響最深的歌手是Maximum The Hormone。尤其受到該團鼓手Nao（ナヲ）的影響，練鼓與組團也是從聽到Nao打鼓後才開始。
MISA（日语：／）
貝斯手、合音。10月15日生，岡山縣出身。
原先是在另類搖滾樂團，樂團解散之際獲邀加入BAND-MAID。會在演出時飲酒。
3歲開始彈鋼琴，加入前一直有組團。之前曾擔任吉他手，高中時接觸非凡人物樂團後改為貝斯。小時候受到母親影響，聽的音樂有披頭四與吉米·亨德里克斯等西洋音樂與奧田民生，小學時從Jellyfish開始接觸各式音樂。常聽的有非凡人物樂團、布勒樂團等英式搖滾以及英美搖滾、油漬搖滾等。

## 經歷
2013年
- 7月，MIKU邀請KANAMI、AKANE、MISA加入，組成BAND-MAID®。
- 7月24日，在大塚Deepa演出「PPBAND AUDITION」，初次登台表演。
- 8月22日，在SHIBUYA-AX演出「P祭」，SAIKI加入組成5人組BAND-MAID®。

2014年
- 1月8日，發行第一張迷你專輯《MAID IN JAPAN》。
- 2月8日，在shibuya Milkyway舉行第一場個人演出「MAID IN JAPAN」。
- 8月13日，發行第一張單曲《愛與熱情的鬥牛士》。

2015年
- 7月29日，出演「音靈 OTODAMA SEA STUDIO 2015 Happy Summer 鎌倉」[13]。
- 8月1日，出演桃色幸運草Z主辦的「桃神祭AAGO FES」[14]。
- 8月8日，出演「GIRLS ROCK SUMMER SPLASH 2015」[15]。
- 9月13日，出演「肉ROCK FES MEET&MEAT STAGE」。
- 11月18日，發行第二張迷你專輯《New Beginning》。

2016年
- 3月26日，首次到海外美國西雅圖Sakura-Con（英语：Sakura-Con）演出[8]。
- 4月，從團名中除去「®」，改為BAND-MAID。
- 5月18日，以第三張迷你專輯《Brand New Maid》正式主流出道。
- 5月27~29日，到英國倫敦參加「MCM London COMIC-COM（英语：MCM London COMIC-COM）」[8]。
- 6月12日，出演「NAONのYAON 2016」。
- 6月起舉行全國首次巡迴演唱[16]。
- 10月~11月，到墨西哥、英國[17]、德國、法國[18]、波蘭、意大利、西班牙、香港8個國家舉行9場個人演出[19][20][21]。
- 11月16日，發行出道以來第一張單曲《YOLO》[22]

2017年
- 1月9日，舉行第一張專輯《Just Bring It》的發售演唱會「Pre-Release One-man 〜新年 初お給仕はじめます〜」。
- 1月11日，發行出道以來第一張專輯《Just Bring It》[23][24]。
- 4月，到台灣拍攝第2張單曲「Daydreaming》PV[25]。
- 4月29日，在「ARABAKI ROCK FEST.17」演出。
- 5月10~6月15日，舉行「初 One-man お給仕 Tour 2017」，首次全國6個地區8場巡迴公演，各區公演場次都售罄。
- 6月3日，在「ミリオンロックフェスティバル〜百万石音楽祭2017〜」演出。
- 6月22~25日，出演在台灣舉行的Golden Melody Awards & Festival 2017金曲獎頒獎典禮暨國際音樂節。[26][27]。
- 7月19日，發行第三張單曲《Daydreaming / Choose me》。
- 8月19,20日，在「SUMMER SONIC 2017」演出。

### 2018年
- 2月14日，發行第二張專輯《WORLD DOMINATION》。

- 3月31日，在YouTube上傳了愚人節的MV「secret MAIKO lips （页面存档备份，存于） 」[28]，一夜間由女僕樂團變成舞妓樂團BAND-MAIKO。

### 2019年
- 4月1日，再次在YouTube上傳愚人節的新MV「祇園町 "Gion-cho" （页面存档备份，存于） 」[29]，舞妓樂團BAND-MAIKO再次襲來，並以京都方言寫作歌詞，MV取景也選擇京都祇園「花街」之景色。
- 7月13日，「BAND-MAID WORLD DOMINATION TOUR 2019 【激動】 ~gekidou~」世界巡演台北站，於台北花漾Hana展演空間演出。

### 2020年
- 2月13~14日，一連兩日於LINE CUBE SHIBUYA（渋谷公会堂）舉行「BAND-MAID WORLD DOMINATION TOUR 【進化】」，並於14日演出尾聲時公佈將於翌年2月11日在日本武道館舉行演出。
- 7月23日，舉行首場網上演出，名為「オンラインお給仕 (ONLINE OKYU-JI)」。
- 8月16日，舉行第二場「オンラインお給仕 (ONLINE OKYU-JI)」。
- 9月28日，宣佈於2021年移籍至PONY CANYON，移籍後的首張專輯則暫定於2021年1月推出。[30]。
- 12月2日，推出於Revolver records的最後一張單曲《Different》
- 12月13日，舉行第三場「オンラインお給仕 (ONLINE OKYU-JI)」，亦將是首場與現場演唱會長度一樣的網上演出。（前兩次分別為現場演唱會的大約一半長度）

## 音樂作品

### 單曲
| 張數     | 名稱                    | 發行日期       | 標準編號   | 最高排名 | 備註欄                                  |
| 獨立時期 | 獨立時期                | 獨立時期       | 獨立時期   | 獨立時期 | 獨立時期                                |
| -------- | ----------------------- | -------------- | ---------- | -------- | --------------------------------------- |
| 1        | 愛與熱情的鬥牛士        | 2014年8月13日  | PPRC-0010  | -        |                                         |
| 正式出道 |                         |                |            |          |                                         |
| 2        | YOLO                    | 2016年11月16日 | CRCP-10366 | 36位     |                                         |
| 2        | YOLO                    | 2016年11月16日 | CRCP-10367 | 36位     |                                         |
| 3        | Daydreaming / Choose me | 2017年7月19日  | CRCP-10376 | 20位     |                                         |
| 3        | Daydreaming / Choose me | 2017年7月19日  | CRCP-10377 | 20位     |                                         |
| 4        | start over              | 2018年7月25日  | CRZP-35    | 16位     |                                         |
| 4        | start over              | 2018年7月25日  | CRCP-10406 | 16位     |                                         |
| 4        | start over              | 2018年7月25日  | CRCP-10407 | 16位     |                                         |
| 5        | glory                   | 2019年1月16日  | CRCP-10419 | 12位     | 電視動畫「遊戲王VRAINS」ED4             |
| 6        | Bubble                  | 2019年1月16日  | CRCP-10420 | 14位     | 電視劇「完美犯罪」主題曲                |
| 7        | Different               | 2020年12月2日  | CRCP-10453 | 19位     | 電視動畫「記錄的地平線 圓桌崩壞」片頭曲 |
| 8        | Sense                   | 2021年10月27日 | PCCA-06077 | 14位     | 電視動畫「鉑金終局」片頭曲              |

### 專輯
| 張數     | 名稱             | 發行日期       | 標準編號                         | 最高排名 | 備註欄          |
| 獨立時期 | 獨立時期         | 獨立時期       | 獨立時期                         | 獨立時期 | 獨立時期        |
| -------- | ---------------- | -------------- | -------------------------------- | -------- | --------------- |
| 1        | MAID IN JAPAN    | 2014年1月8日   | PPRC-0006                        | -        | 迷你專輯        |
| 1        | MAID IN JAPAN    | 2018年2月14日  | CRCP-40550                       | 26位     | 重制            |
| 2        | New Beginning    | 2015年11月18日 | YZPP-10001                       | 7位      | 迷你專輯        |
| 正式出道 |                  |                |                                  |          |                 |
| 3        | Brand New MAID   | 2016年5月18日  | CRCP-40460                       | 19位     | 迷你專輯        |
| 3        | Brand New MAID   | 2016年5月18日  | CRCP-40461                       | 19位     | 迷你專輯        |
| 4        | Just Bring It    | 2017年1月11日  | CRCP-40485                       | 16位     |                 |
| 4        | Just Bring It    | 2017年1月11日  | CRCP-40486                       | 16位     |                 |
| 5        | WORLD DOMINATION | 2018年2月14日  | CRCP-40545 CRCP-40546 CRCP-40547 | 9位      |                 |
| 6        | CONQUEROR        | 2019年12月11日 | CRCP-40590 CRCP-40591 CRCP-40592 | 9位      |                 |
| 7        | Unseen World     | 2021年1月20日  | PCCA-04991 PCCA-04992 PCCA-04993 | 8位      | 移籍後 首張專輯 |
| 8        | Unleash          | 2022年9月21日  |                                  |          | 迷你專輯        |
| 9        | Epic Narratives  | 2024年9月25日  | PCCA-06328 PCCA-06329 PCCA-06330 |          |                 |

### 其他
|     | 名稱              | 發行日期     | 標準編號         | 收錄處                            | 備註欄          |
| --- | ----------------- | ------------ | ---------------- | --------------------------------- | --------------- |
| 1st | secret MAIKO lips | 2018年4月1日 | 1312293963853534 | start over(初回生産限定盤A)附送CD | i-Tunes發佈限定 |
| 2nd | about Us          | 2021年2月4日 |                  |                                   | 線上發佈限定    |

## MV／PV[34]
| 發佈日期 | 發佈日期 | 名稱                                        | 觀看次數(萬) | 收錄單曲／專輯                  |
| -------- | -------- | ------------------------------------------- | ------------ | ------------------------------- |
| 2014年   | 11月19日 | Thrill(スリル) （页面存档备份，存于）       | 1765         | 愛與熱情的鬥牛士／MAID IN JAPAN |
| 2015年   | 6月16日  | REAL EXISTENCE （页面存档备份，存于）       | 1420         | New Beginning                   |
| 2015年   | 10月6日  | Don' t let me down （页面存档备份，存于）   | 474          | New Beginning                   |
| 2016年   | 2月14日  | alone （页面存档备份，存于）                | 646          | Brand New Maid                  |
| 2016年   | 4月7日   | the non-fiction days （页面存档备份，存于） | 627          | Brand New Maid                  |
| 2016年   | 6月24日  | Before Yesterday （页面存档备份，存于）     | 291          | Brand New Maid                  |
| 2016年   | 10月1日  | YOLO （页面存档备份，存于）                 | 474          | YOLO／Just Bring It             |
| 2017年   | 1月9日   | Don't you tell ME （页面存档备份，存于）    | 457          | Just Bring It                   |
| 2017年   | 3月25日  | secret My lips （页面存档备份，存于）       | 276          | Just Bring It                   |
| 2017年   | 5月26日  | Daydreaming （页面存档备份，存于）          | 425          | Daydreaming / Choose me         |
| 2017年   | 6月26日  | Choose me （页面存档备份，存于）            | 1138         | Daydreaming / Choose me         |
| 2018年   | 2月7日   | DOMINATION （页面存档备份，存于）           | 389          | WORLD DOMINATION                |
| 2018年   | 3月3日   | DICE （页面存档备份，存于）                 | 736          | WORLD DOMINATION                |
| 2018年   | 3月31日  | secret MAIKO lips （页面存档备份，存于）    | 393          | secret MAIKO lips／BAND-MAIKO   |
| 2018年   | 7月3日   | start over （页面存档备份，存于）           | 203          | start over                      |
| 2018年   | 11月2日  | glory （页面存档备份，存于）                | 317          | glory／CONQUEROR                |
| 2019年   | 1月15日  | Bubble （页面存档备份，存于）               | 256          | Bubble／CONQUEROR               |
| 2019年   | 3月31日  | 祇園町 （页面存档备份，存于）               | 172          | BAND-MAIKO                      |
| 2019年   | 8月7日   | endless Story （页面存档备份，存于）        | 148          | CONQUEROR                       |
| 2019年   | 11月5日  | 輪廻 （页面存档备份，存于）                 | 177          | CONQUEROR                       |
| 2019年   | 12月9日  | Blooming （页面存档备份，存于）             | 255          | CONQUEROR                       |
| 2020年   | 2月22日  | The Dragon Cries （页面存档备份，存于）     | 70           | CONQUEROR                       |
| 2020年   | 12月1日  | Different （页面存档备份，存于）            | 310          | Different                       |
| 2021年   | 1月12日  | Manners （页面存档备份，存于）              | 120          | Unseen World                    |
| 2021年   | 1月20日  | Warning! （页面存档备份，存于）             | 188          | Unseen World                    |
| 2021年   | 1月26日  | After Life （页面存档备份，存于）           | 218          | Unseen World                    |
| 2021年   | 10月26日 | Sense （页面存档备份，存于）                | 319          | Sense／Unleash                  |
| 2022年   | 8月9日   | Unleash!!!!! （页面存档备份，存于）         | 66           | Unleash                         |

## 演出

### 單人演出
| 日程           | 名稱                                                                           | 會場             |
| -------------- | ------------------------------------------------------------------------------ | ---------------- |
| 2014年2月8日   | BAND-MAID® 1st 単独お給仕「MAID IN JAPAN」                                     | shibuya Milkyway |
| 2014年4月27日  | BAND-MAID® 2nd単独お給仕 「MAID ROCK」                                         | shibuya Milkyway |
| 2014年7月21日  | BAND-MAID® 1st Anniverasay お給仕                                              | club asia        |
| 2014年11月22日 | BAND-MAID® 4th単独お給仕                                                       | 澀谷VUENOS       |
| 2015年7月18日  | BAND-MAID® 2nd Anniversaryお給仕「Breakin' new gate」                          | 澀谷eggman       |
| 2016年2月14日  | New Beginning Tour 2016 Final One-Man Show                                     | 下北澤LIVEHOLIC  |
| 2017年1月9日   | 1st Full Album『Just Bring It』Pre-Release One-man 〜新年 初お給仕はじめます〜 | 赤坂BLITZ        |

### 參加演出
- 2014年10月24日深夜：The Ground Crewワンマン公演in大阪　大阪まで便乗していいんでSKY?（心齋橋Music Club JANUS）
- 2016年6月12日：SHOW-YA PRODUCE 『NAONのYAON（日语：NAONのYAON） 2016』（日比谷野外大音樂堂（日语：日比谷野外大音楽堂））
- 2016年11月11日：CLASSIC ROCK AWARDS 2016（両國國技館（日语：両国国技館））
- 2016年12月24日：LIVEHOLIC presents Cloche de Noël（下北澤LIVEHOLIC）
- 2017年3月1日：Source of Era vol.2（仙台MACANA）
- 2017年3月5日：EASTSIDEROCKERZ pre PUNK AROUND THE WORLD VOL.78（豐橋club.KNOT）
- 2017年3月23日：Coming Next 2017（豐洲PIT）
- 2017年4月29日：ARABAKI ROCK FEST.17（陸奧公園北地區 Eco Camp陸奧）
- 2017年8月19、20日：SUMMER SONIC（舞洲SONIC PARK（日语：舞洲スポーツアイランド）、ZOZO海洋球場、幕張展覽館）

## 外部連結
- BAND-MAID 官方網站 （页面存档备份，存于） （日語）
- BAND-MAID 官方Facebook （页面存档备份，存于）  - Facebook
- BAND-MAID 官方Twitter （页面存档备份，存于）  - Twitter(@bandmaid)
- BAND-MAID 官方Youtube （页面存档备份，存于）  - Youtube
- BAND-MAID 官方Instagram （页面存档备份，存于）  - Instagram
- BAND-MAID 官方微博 - 新浪微博

成員個人Twitter
- @miku_bandmaid （页面存档备份，存于）  - 小鳩ミク
- @saiki_bandmaid （页面存档备份，存于）  - 彩姬
- @kanami_bandmaid （页面存档备份，存于）  - 遠乃歌波
- @achi_bandmaid （页面存档备份，存于）  - 廣瀬茜
- @misa_bandmaid （页面存档备份，存于）  - MISA